# Chetogena approximata
Chetogena approximata là một loài ruồi trong họ Tachinidae.